# Rodney King
Rodney Glen King  (Sacramento, 1969. április 2. – Rialto, 2012. június 17.) rendőri brutalitás áldozatául esett amerikai férfi.

## Élete
Ronald és Odessa King fiaként született. Négy testvérével együtt a kaliforniai Altadenában nőtt fel. King a John Muir High Schoolba járt, és gyakran beszélt arról, hogy társadalomtudományi tanára, Robert E. Jones inspirálta. King édesapja 1984-ben 42 éves korában meghalt.
1989. november 3-án King kirabolt egy boltot a kaliforniai Monterey Parkban. Egy vasrúddal fenyegette meg a koreai bolt tulajdonosát. King ezután megütötte a boltost egy bottal, mielőtt elmenekült a helyszínről. King kétszáz dollár készpénzt lopott el a rablás során. Elfogták, elítélték és két év börtönbüntetésre ítélték. Egy év börtönbüntetés letöltése után 1990. december 27-én szabadon engedték.
1991. március 3-án a Los Angeles-i rendőrség tisztjei megverték, miközben egy gyorshajtás után letartóztatták, mert ittasan vezetett az I-210-es autópályán. Az ügyben részt nem vevő George Holliday a közeli erkélyéről filmre vette az esetet, és a felvételt elküldte a KTLA csatornának. A felvételeken látható, amint a fegyvertelen Kinget a földön fekve megverik, miután kezdetben kitért a letartóztatás elől. Az incidensről világszerte beszámolt a hírmédia, és közfelháborodást váltott ki.
Daryl Gates, a Los Angeles-i rendőrség főnöke egy sajtótájékoztatón bejelentette, hogy a négy érintett rendőrtisztet fegyelmi eljárás alá vonták túlzott erőszak alkalmazása miatt, három ellen pedig büntetőeljárást indítottak. A Los Angeles-i rendőrség kezdetben vádat emelt King ellen "menekülés bűntettével", de később ejtette a vádat. Szabadulása után tolószékéből nyilatkozott az újságíróknak, sérülései nyilvánvalóak voltak: törött jobb lába gipszben, arca csúnyán megvágva és feldagadva, zúzódások a testén és égési sérülések a mellkasán, ahol sokkolóval bántalmazták. Elmondta, hogy letérdelt, széttárta a kezeit, majd lassan megpróbált elindulni, hogy ne tegyen " ostoba mozdulatot", mire egy gumibottal arcon ütötték, és sokkot kapott. Azt mondta, hogy az életét féltette, amikor rátámadtak.
Négy tisztet végül túlzott erőszak alkalmazása miatt állítottak bíróság elé. Közülük hármat felmentettek; a negyedik esetében az esküdtszék nem hozott ítéletet az egyik vádpont tekintetében. A felmentő ítéletek után néhány órával kezdődtek az 1992-es Los Angeles-i zavargások. A lázadást a faji kisebbségek felháborodása váltotta ki a bírósági ítélet és a kapcsolódó, régóta fennálló társadalmi problémák miatt, az afroamerikai és a koreai közösségek közötti feszültségek közepette. A lázadások hat napig tartottak, és 63 ember halálát okozták, további 2383-an pedig megsérültek; csak azután értek véget, hogy a kaliforniai Nemzeti Gárda, a hadsereg és a tengerészgyalogság erősítést nyújtott az intézkedés helyreállításához. King a konfliktus békés lezárása mellett érvelt.
A szövetségi kormány külön polgári jogi ügyet indított, és vádat emelt a négy rendőr ellen King polgári jogainak megsértése miatt. A szövetségi kerületi bíróságon lefolytatott per 1993 áprilisában ért véget, két tisztet bűnösnek találtak és börtönbüntetésre ítéltek. A másik kettőt felmentették a vádak alól. Egy külön polgári perben 1994-ben az esküdtszék Los Angeles városát találta felelősnek, és Kingnek 3,8 millió dollár kártérítést ítélt meg.

## Halála
2012. június 17-én (apák napján) King élettársa, Cynthia Kelley holtan találta Rodney-t a medencéje alján. 28 évvel később hunyt el, mint az apja, Ronald King, akit 1984-ben holtan találtak a fürdőkádban. Kelley körülbelül 5:25-kor hívta a rialtói rendőrséget. A rendőrök kihúzták Kinget a medencéből és újraélesztették. Azonban nem találták a pulzusát, így hívták a mentőket. A coltoni Arrowhead Regional Medical Center kórházba szállították, majd 6:11-kor halottnak nyilvánították. A rialtói rendőrség nyomozást indított, és nem találtak semmi gyanúsat.
2012. augusztus 23-án megjelent a boncolás eredménye: véletlenül megfulladt. Ehhez hozzájárult az alkohol, a kokain és a fenciklidin kombinációja, illetve a szívnagyobbodás is.

## Öröksége
Rodney King a rendőri brutalitás szimbóluma lett, de a családja "emberként, nem jelképként" emlékezik rá. King sosem támogatta a rendőrök elleni gyűlöletet vagy erőszakot. Mottója a következő volt: "Nem tudnánk békében élni?" Lánya, Lora King megalapította a Rodney King Foundation nevű nonprofit szervezetet.